# Обедник
Обедник (изписване до 1945 година: Обѣдникъ; на македонска литературна норма: Обедник) е село в община Демир Хисар, Северна Македония. Обедник е разположено в южната част на община Демир Хисар и южно от самия общински център Демир Хисар.

## География
Обедник се намира в крайния южен дял на територията на община Демир Хисар, на 10 km от град Демир Хисар и на 40 km от Битоля. Селото е равнинно и лежи в горния дял на течението на Църна река. Разположено е в малка долина между планините Бигла на юг и Плакенска на север на надморска височина от 750 m. Землището на Обедник е 21,3 km2, от които обработваемите площи са 322 ha, пасищата заемат 96 ha, а горите 1684 ha.

## История
През 1607 година жителите на Обедник взимат едногодишен заем от вакъфа на Ахмед паша при месджида на шейх Хъзр Бали в Битоля в размер на 2000 акчета при лихва от 15% процента. Гаранти за парите са самите селяни, един за друг. Същият дълг е посочен и в документ от 1609 година. Отделно, през същата година дълг на стойност 4000 акчета имат жителите на Обедник Никола Братеш, Стойко Новак, Делян Новак, Йован Стоян и още един, чието второ име е Стойко (първото не е разчетено). В сиджил от 1620-1621 година е отбелязано, че 10 ханета (домакинства) в Обедник дължат военния данък нузул за османския поход срещу Полша.
В XIX век Обедник е мюсюлманско село в Битолска кааза, нахия Демир Хисар на Османската империя. През 90-те години на XIX век Васил Кънчов отбелязва 20 турски къщи в Обедник и го нарича „обкичено с гори всред долината на реката“. Според статистиката на Кънчов („Македония. Етнография и статистика“) от 1900 година Обедник има 250 жители, всички арнаути мохамедани.
На Етнографската карта на Битолския вилает на Картографския институт в София от 1901 година Обедник е чисто албанско село в Битолската каза на Битолския санджак със 120 къщи.
По данни на секретаря на Българската екзархия Димитър Мишев („La Macédoine et sa Population Chrétienne“) в 1905 година в Обедник живеят 120 албанци.
През 1961 година Обедник има 408 жители, от които 236 македонци и 171 турци. През 1994 жителите намаляват на 382, от които 195 македонци и 181 албанци и 6 турци. а според преброяването от 2002 година селото има 273 жители, от които 134 македонци и 139 албанци.
| Националност | Всичко |
| македонци    | 134    |
| албанци      | 139    |
| турци        | 0      |
| роми         | 0      |
| власи        | 0      |
| сърби        | 0      |
| бошняци      | 0      |
| други        | 0      |

В селото има Основно училиште „Даме Груев“ до V отделение, филиално училище на ОУ „Даме Груев“ – Смилево, джамия и църква „Успение Богородично“, изградена в 1956 година.